# Patrick Lefevere

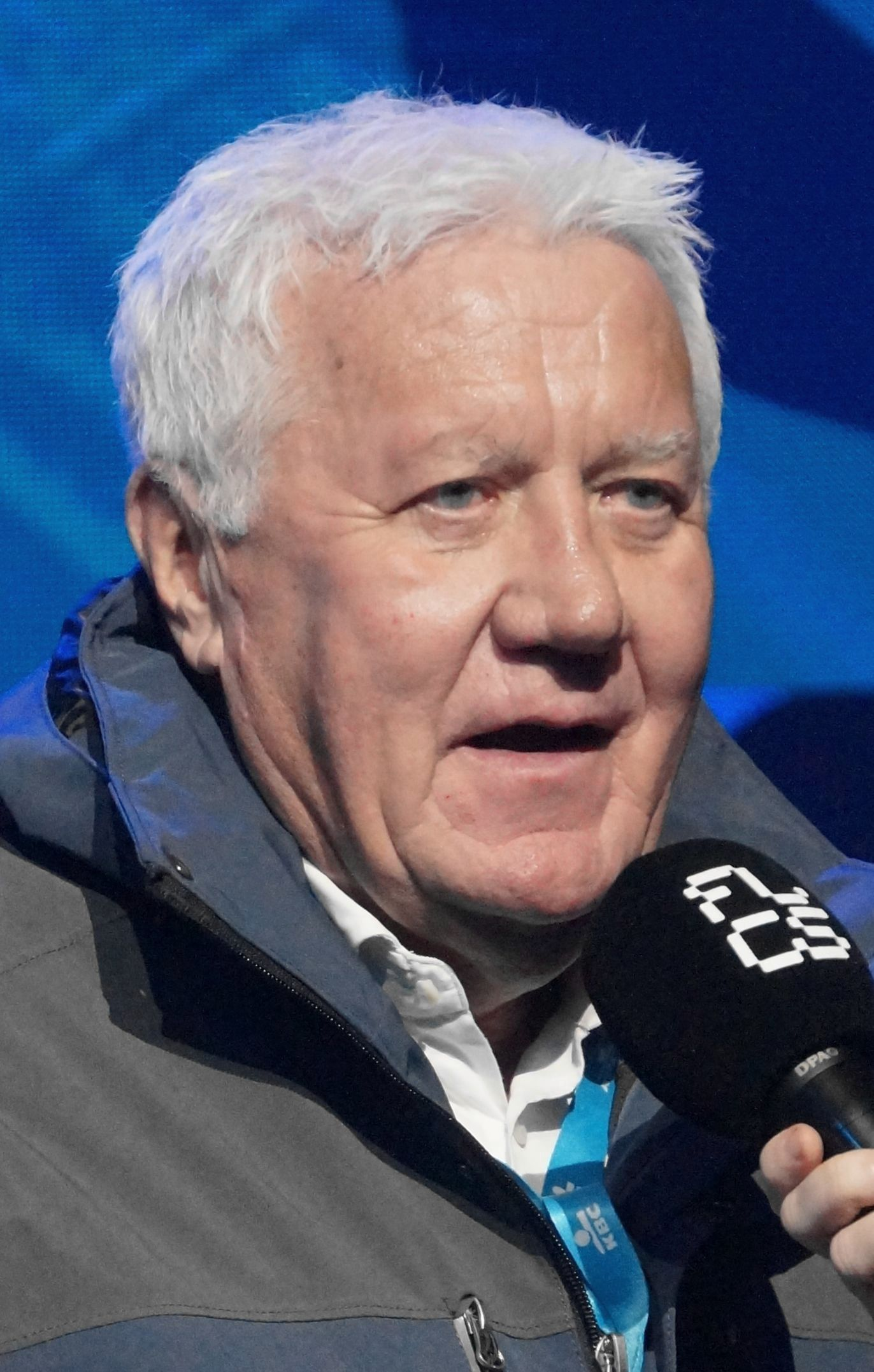
Patrick Lefevere (2025)

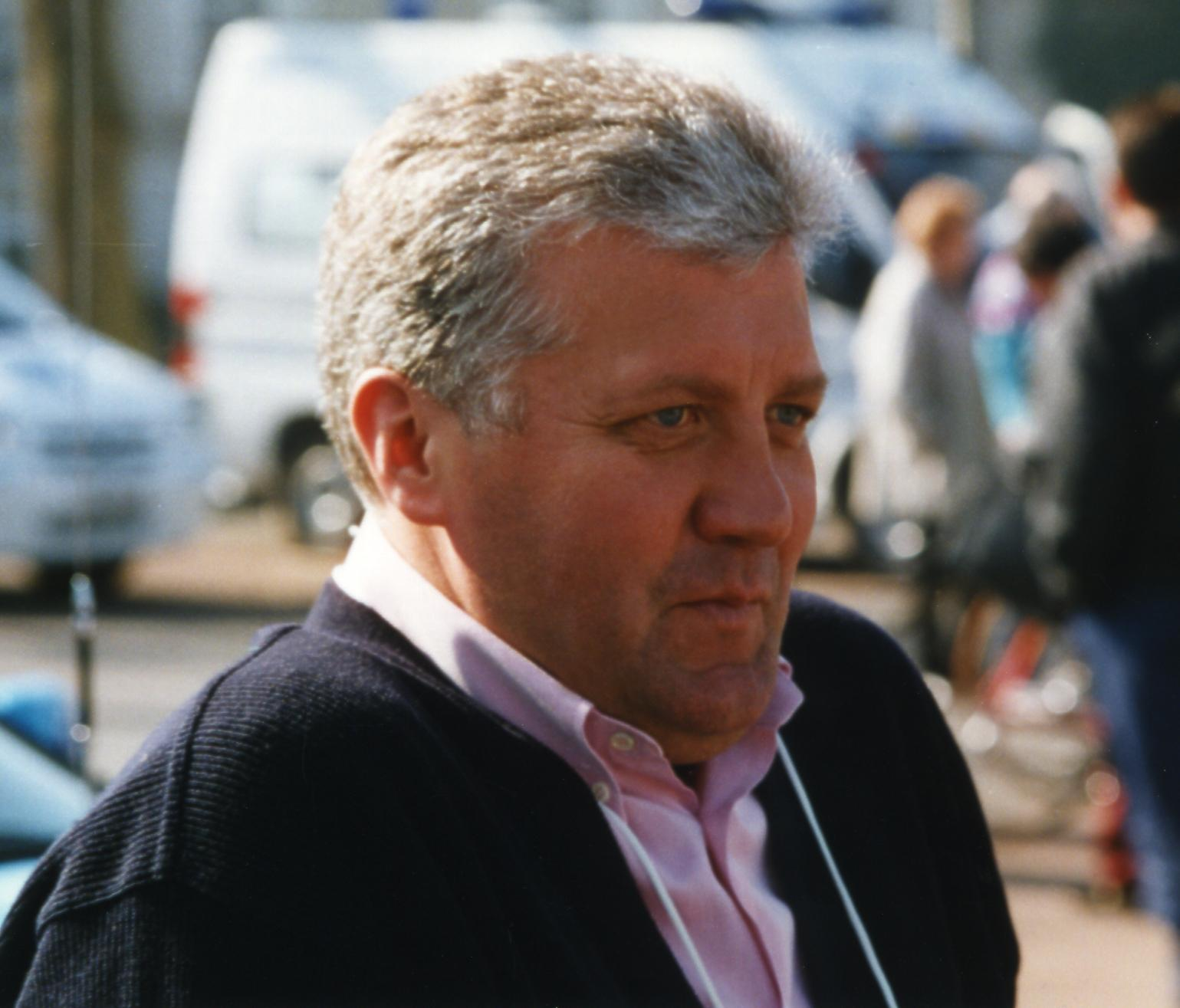
Patrick Lefevere (1997)

Patrick Lefevere (* 6. Januar 1955 in Moorslede) ist ein ehemaliger belgischer Radrennfahrer, späterer Teammanager und Sportlicher Leiter.
Als Amateur gewann er 1975 eine Etappe der Olympia’s Tour 1975. Lefevere war von 1976 bis 1979 Profi und stand bei den Teams EBO-Cinzia, EBO-Superia und Marc Zeepcentrale-Superia unter Vertrag. Erfolgreich war Lefevere vor allem in den belgischen Frühjahrsrennen wie Kuurne–Brüssel–Kuurne oder Drei Tage von De Panne. 1977 gewann er den Maaslandse Pijl.
Nach seiner aktiven Karriere wurde er Sportlicher Leiter von verschiedenen Radsportteams, wie Mapei, Domo-Farm Frites und Quick Step. In diesen Mannschaften fahren und fuhren namhafte Radsportler, wie zum Beispiel Paolo Bettini, Tom Boonen, Frank Vandenbroucke, Johan Museeuw, Richard Virenque. Fahrer seines Teams konnten mehrfach das Rennen Paris–Roubaix gewinnen.
Bis 2007 war Lefevere Präsident der Teambetreibervereinigung Association Internationale des Groupes Cyclistes Professionnels, aus der seine Mannschaft im Jahr 2008 vorübergehend austrat.
Im Januar 2007 berichtete die belgische Tageszeitung Het Laatste Nieuws unter dem Titel „Patrick Lefevere, 30 Jahre Doping“ über ein von dem Belgier organisiertes Dopingprogramm in seinem Team. Lefevere gab den Gebrauch von Amphetaminen in seiner aktiven Zeit zu, wies aber alle anderen Anschuldigungen zurück. Er verklagte drei beteiligte Journalisten und erhielt von einem Brüsseler Gericht Ende 2009 Schadensersatz in Höhe von 500.000 € zugesprochen, da die Vorwürfe auf unzuverlässigen Quellen beruht hätten. Ende April 2017 wurde Lefevre als Manager seines Teams von einem belgischen Gericht vom Vorwurf der Steuerhinterziehung freigesprochen; der Richter sprach von „Unachtsamkeit und Ignoranz“. Lefevere muss allerdings eine hohe Geldstrafe zahlen.